# ألكسندر بوريسوفيتش فاسيلييف
ألكسندر بوريسوفيتش فاسيلييف هو لاعب كرة قدم روسي في مركز الهجوم، ولد في 1 مارس 1990. لعب مع موردوفيا سارانسك.